# Anthrax transcaspicus
Anthrax transcaspicus är en tvåvingeart som beskrevs av Paramonov 1935. Anthrax transcaspicus ingår i släktet Anthrax och familjen svävflugor. Inga underarter finns listade i Catalogue of Life.